# KEM (Zeitschrift)
KEM Konstruktion ist eine deutschsprachige Fachzeitschrift für Konstrukteure und Entwicklungsingenieure in der Produktentwicklung in den Bereichen Elektrotechnik und Maschinenbau.
Die Zeitschrift erschien erstmals im Jahr 1964 im Konradin-Verlag. Die drei Buchstaben standen ursprünglich für Konstruktion, Elemente, Methoden. Heute lautet der Titel nur KEM Konstruktion.
Die Publikation erscheint zehnmal pro Jahr, ergänzt um Sonderausgaben zu Themenbereichen wie der Automobilkonstruktion oder Mobilen Maschinen. Die sechs Themenschwerpunkte sind Antriebstechnik, Maschinenelemente, Automatisierung, Fluidtechnik, Werkstoffe und Verfahren sowie Digitalisierung.